# Carolin Tahhan Fachakh
Carolin Tahhan Fachakh (àrab: كارولين طحان فشاخ, Kārūlīn Ṭaḥḥān Faxxāẖ) o germana Carol (àrab: أخت كارول, uẖt Kārūl) (Alep, 9 d'agost de 1971) és una monja siriana que ha cuidat dones i nens a Damasc durant la guerra civil siriana. Malgrat el seu suport al president sirià Baixar al-Àssad, va ser guardonada amb el Premi Internacional Dona Coratge el 2017.

## Biografia

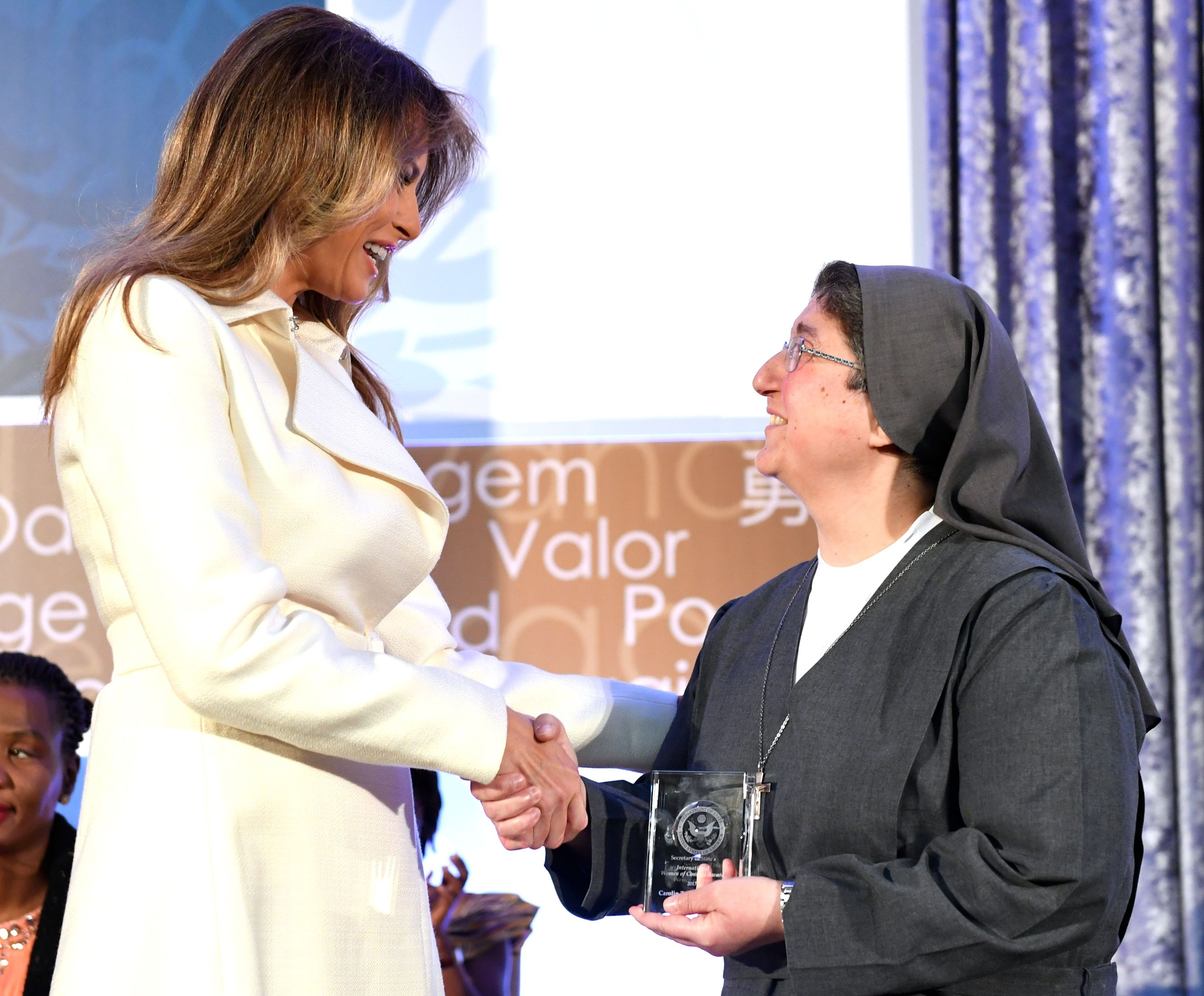
Rebent el Premi Internacional Dona Coratge entregat per Melania Trump

Fachakh va néixer a Alep. Es va unir a les Filles de Maria Auxiliadora i va començar a ser coneguda com a «Germana Carol». Ha dirigit una llar d'infants a Damasc que s'ha mantingut oberta durant la Guerra Civil siriana. L'escola està oberta a dones i nens, independentment de llur religió. Les germanes també ensenyen les dones a cosir. En col·laboració amb l'Alt Comissionat de les Nacions Unides per als Refugiats (ACNUR), també dona suport a les dones al seu país.
El març de 2017, el treball de la Germana Carol va ser reconegut pel secretari d'Estat dels Estats Units, que li va atorgar el Premi Internacional Dona Coratge. El premi li va ser atorgat per la Primera dama Melania Trump. La germana Carol, que havia estat nominada pel Vaticà sota el mandat del president Barack Obama, va rebre el premi durant la presidència de Donald Trump i amb el suport del president sirià Baixar al-Àssad. Després de rebre el premi, Fachakh va visitar altres ciutats, incloent una recepció a Minnesota amb una altra guanyadora del guardó Jannat Al Ghezi.
Fachakh va dubtar que Baixar al-Àssad hagués ordenat l'atac químic de Khan Shaykhun que havia gasat civils sirians. Va dir a la premsa que l'atac de represàlia de Trump era «un pas enrere de la pau». Ella va dir que li agradava el president sirià.